# Harrecoven
Harrecoven (Limburgs: Harrekaove) is een buurtschap van het Nederlands-Limburgse dorp Obbicht in de gemeente Sittard-Geleen.
Deze buurtschap is gelegen in het uiterste westen van het dorp, vlak bij de Maas en bestaat uit één korte straat die Obbicht met de Maasdijk verbindt. Langs deze straat bevinden zich nog een aantal historische boerderijen. Harrecoven maakte deel uit van de oude dorpskern van Obbicht voordat deze in 1643 door een overstroming van de Maas grotendeels werd weggespoeld. In het verleden was deze straat dan ook wel bekend als de Oude Kerckenweg, naar de toenmalig kerk. Op de vroegere plaats van deze kerk staat nu een monument op de kruising tussen de straten Harrecoven/Broekstraat en de Maasstraat. De kern van Obbicht ligt thans meer naar het oosten, bij de vroegere buurtschap Overbroek.
Deze naam van deze buurtschap wordt ook wel geschreven als Harkhoven, zoals in de straatnaam Harkhovenstraat.
Steden: Geleen · Sittard

Dorpen: Born · Buchten · Einighausen · Grevenbicht · Guttecoven · Holtum · Limbricht · Munstergeleen · Obbicht · Papenhoven

Buurtschappen en gehuchten: Abshoven · Daniken · Graetheide · Harrecoven · Rosengarten · Schipperskerk · Windraak

Woonwijken: Baandert · Broeksittard · Geleen-Centrum · Geleen-Noord · Geleen-Zuid · Hondsbroek · Kemperkoul · Kluis · Kollenberg-Park Leyenbroek · Limbrichterveld · Lindenheuvel · Oud-Geleen · Overhoven · Sanderbout · Sittard-Centrum · Stadbroek · Vrangendael

Limburg: Steden en dorpen      Nederland: Provincies · Gemeenten